# Осока обеднённая
Осо́ка обеднённая (лат. Carex depauperata) — вид цветковых растений рода Осока (Carex) семейства Осоковые (Cyperaceae).

## Ботаническое описание
Многолетнее травянистое растение 30—60 (редко до 100) см высотой.
Стебли крепкие, прямостоячие, облиственные. Листья 3—4 мм шириной, плоские, по длине примерно равны стеблю. Основания листовых влагалищ пурпурные.
Мужские колоски до 3 см длиной. Женские колоски содержат 5—6 цветков, каждый 1—1,5 см длиной. Прицветники образуют длинные влагалища, иногда длиннее соцветий. Прицветники зеленоватые или светло-жёлтые, овальные, заострённые.
Плод до 10 мм длиной, тупотреугольный.

## Распространение и местообитание
Осока обеднённая произрастает в Европе, в лиственных лесах на плодородных почвах.

## Охрана
Вид включён в Красную книгу Украины, Республики Армения, а также Ставропольского края РФ.

## Синонимика
- Carex monilifera Thuill.
- Carex triflora Willd.
- Carex ventricosa Curtis
- Loxotrema triflora (Willd.) Raf.
- Trasus depauperatus (Curtis ex Stokes) Gray[2]